# Форни-ди-Сотто
Форни-ди-Сотто (итал. Forni di Sotto) —  коммуна в Италии, располагается в регионе Фриули-Венеция-Джулия, в провинции Удине.
Население составляет 688 человек (2008 г.), плотность населения составляет 8 чел./км². Занимает площадь 94 км². Почтовый индекс — 33020. Телефонный код — 0433.
Покровительницей коммуны почитается Пресвятая Богородица (Madonna del Rosario), празднование 7 октября.

## Демография
Динамика населения:

## Администрация коммуны
- Официальный сайт: http://www.comune.fornidisotto.ud.it